# کریستین آموروسو
کریستین آموروسو (انگلیسی: Christian Amoroso؛ زادهٔ ۲۲ سپتامبر ۱۹۷۶) بازیکن فوتبال اهل ایتالیا است.
از باشگاه‌هایی که در آن بازی کرده‌است می‌توان به باشگاه فوتبال آسکولی، باشگاه فوتبال فیورنتینا، باشگاه فوتبال بولونیا، باشگاه فوتبال پیزا، و باشگاه فوتبال امپولی اشاره کرد.
وی همچنین در تیم ملی فوتبال زیر ۲۱ سال ایتالیا بازی کرده‌است.